# ジェームズ・ホワイト
ジェームズ・ウィリアム・ホワイト4世（James William White IV、1982年10月21日 - ）はアメリカ合衆国のバスケットボール選手。ワシントンD.C.出身。身長201cm、体重91kg。ポジションはシューティングガード兼スモールフォワードのスウィングマン。跳躍力が非常に優れ、愛称はフライト75。

## 経歴
大学は1年生時はフロリダ大学、2年生からはシンシナティ大学でプレーした。大学卒業後、ドラフトにエントリーし、2006年のドラフトでインディアナ・ペイサーズから2巡目31指名をうけた。しかし、シーズン開幕前にペイサーズから解雇され、NBA下部組織Dリーグのオースティン・トロスでプレーした後にサンアントニオ・スパーズと契約。シーズン後、スパーズから解雇され、2007年度はトルコのプロバスケットチームフェネルバフチェ・ユルケルでプレーした。2008-09シーズンはNBAに復帰し、アナハイム・アーセナルでプレーしていた。2009年3月にはヒューストン・ロケッツと2度の10日間契約を結んだ。2009-10シーズンはロシアのスパルタク・サンクトペテルブルクでプレーした。2010-11シーズンはイタリアのサッサリディナモ、2011-12シーズンは同じくイタリアのビクトリアリベルタスペーザロでプレーした。
2012年7月11日、ニューヨーク・ニックスと契約。NBAに復帰した。

## プレイスタイル
最高到達点が395cmと驚異の跳躍力を持つスラムダンカー。フリースローラインからのボースハンドやウィンドミル、レッグスルーなどのダンクを決めることができる。